# Fatehpur Chaurasi
Fatehpur Chaurasi là một thị xã và là một nagar panchayat của quận Unnao thuộc bang Uttar Pradesh, Ấn Độ.

## Nhân khẩu
Theo điều tra dân số năm 2001 của Ấn Độ, Fatehpur Chaurasi có dân số 5424 người. Phái nam chiếm 53% tổng số dân và phái nữ chiếm 47%. Fatehpur Chaurasi có tỷ lệ 52% biết đọc biết viết, thấp hơn tỷ lệ trung bình toàn quốc là 59,5%: tỷ lệ cho phái nam là 60%, và tỷ lệ cho phái nữ là 44%. Tại Fatehpur Chaurasi, 17% dân số nhỏ hơn 6 tuổi.